# James Otis

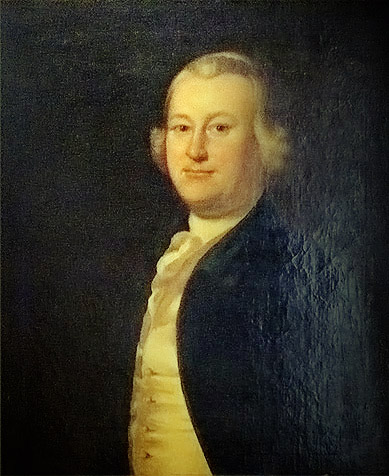
Portret van James Otis door Joseph Blackburn

James Otis (Barnstable, Massachusetts, 5 februari 1725 – Andover, Massachusetts 23 mei 1783), was een Amerikaans staatsman. Hij is bekend geworden door zijn uitspraak "Taxation without Representation is tyranny" ("Belastingheffing zonder vertegenwoordiging is tirannie").
Otis werd advocaat in 1748 en had een succesvolle praktijk in het pre-revolutionaire Boston. Met vuur verdedigde hij onder anderen piraten en jongens die rellen hadden geschopt op Guy Fawkes Day.
Hij verwierf in 1761 bekendheid door zijn vijf uur lange verdediging in de zaak van de legaliteit van volmachten voor douanebeambten om huiszoekingen uit te voeren bij het zoeken naar smokkelwaar. Hij stelde deze zaak in het kader van de relatie van de koloniën met het moederland en betwistte de macht van het Britse parlement om dergelijke bevoegdheden te verlenen aan de volksvertegenwoordiger van een kolonie. Onder zijn gehoor bevond zich ook de 25 jaar oude John Adams, die de zin "Taxation without representation is tiranny" optekende.
Otis werd na deze rechtszaak door de bewoners van Boston in het Huis van Afgevaardigden van Massachusetts gekozen. In 1764 zette hij zijn standpunten over belastingheffing en vertegenwoordiging uiteen in een pamflet "The Rights of the British Colonies Asserted and Proved". En toen het Britse Lagerhuis in maart 1765 de Stamp Act aannam, voerde hij het verzet in Massachusetts aan. Samen met Samuel Adams schreef hij een brief aan Londen waarin hij opnieuw het recht van het Lagerhuis betwistte om aan haar koloniën belastingen op te leggen. Het Lagerhuis eiste, dat zij de brief terugnamen, waarop zij eisten dat Londen de wet terugnam. De heftige briefwisseling leidde tot ontbinding van het parlement van Massachusetts door de gouverneur.
Otis' strijd tegen de Engelsen had grote gevolgen voor zijn persoonlijk leven. Zijn huwelijk liep op de klippen, hij raakte aan de drank, vocht in een café met loyalisten waarbij hij een diepe hoofdwond opliep. In 1771 werd hij herkozen in het Huis van Afgevaardigden van Massachusetts, maar een bijdrage van betekenis leverde hij niet meer. In december van dat jaar werd hij, gebonden aan handen en voeten, afgevoerd naar het platteland voor een rustkuur. Daar bleven heldere momenten en aanvallen van razernij elkaar afwisselen.
Begin 1783 keerde hij terug naar Boston. Gouverneur John Hangkock richtte een feestmaal aan, maar de toespraken brachten Otis weer uit zijn evenwicht, en zijn familie bracht hem terug naar het platteland.
Daar overleed hij korte tijd later na door de bliksem getroffen te zijn.
- Bibliothèque nationale de France: cb12112010m (data)
- Gemeinsame Normdatei: 1055260420
- International Standard Name Identifier: 0000 0000 7358 0086
- Library of Congress Control Number: n80097867
- Nationale Bibliotheek van Israël: 987007275416605171
- Nederlandse Thesaurus van Auteursnamen: 114176159
- Réseau des bibliothèques de Suisse occidentale: 02-A022777374
- SNAC: w6db8c0k
- Système universitaire de documentation: 029506794
- Virtual International Authority File: 67261747
- WorldCat: E39PBJjmPfk8YRkq69JfDgfQbd